# عبد المحسن صالح
عبد المحسن صالح (1928 - 9 مايو 1986)، كاتب مصري ولد في قرية طحا لبيشة بمركز ببا بمحافظة بني سويف في جمهورية مصر العربية.
كان من أوائل الثانوية العامة على مستوى الجمهورية في عهد الملك فاروق وكان له برنامج إذاعة اسمه «العلم والحياة» قبل أن بدء الإرسال التليفزيوني في مصر وكان من الكتاب المشهورين في الوطن العربى.
تخرج في كلية العلوم بجامعة القاهرة عام 1950م ثم حصل على درجتي الماجستير عام 1953م والدكتوراه عام 1957م من نفس الجامعة في علم الكائنات الدقيقة. عمل أستاذا لعلم الكائنات الدقيقية بكلية الهندسة بجامعة الإسكندرية. وكان عضوا في عدة جمعيات علمية كجمعية الميكروبيولوجيا التطبيقية (مصر- بريطانيا).

## وفاته
توفي إثر نوبة قلبية فاجأته وهو بين كتبه وأبحاثه عن عمر يناهز الثامنة والخمسين وذلك عام 1986م غرة رمضان 1406 هـ.
وفي وفاته نعاه أنيس منصور في مجلة العربى الكويتى بمقال رائع وقد تبرع بمكتبته لكليه علوم بنى سويف [بحاجة لمصدر].

## مؤلفاته
- الميكروبات والحياة، يونيو 1962، 127 صفحة.
- الفيروس والحياة، 1966، 112 صفحة.
- دورات الحياة.
- أسرار المخلوقات المضيئة، 1978، 137 صفحة.
- معارك وخطوط دفاعية في جسمك.
- الإنسان الحائر بين العلم والخرافة، سلسلة عالم المعرفة، الكويت، ط1 مارس 1979م،[3] ط2 يوليو 1998م.[4]
- التنبؤ العلمي ومستقبل الإنسان، سلسلة عالم المعرفة، الكويت، صفر 1402 هـ / ديسمبر 1981م.[5]
- الإنسان والنسبية والكون.
- مسكين عالم الذكور.
- من أسرار الحياة والكون، 1987م، كتاب العربي، الكتاب الخامس عشر.

وله أبحاث علمية متخصصة في الكائنات الدقيقة ومعظمها خاص بالتلوث البيئي وهي منشورة في دوريات علمية متخصصة في مصر والعراق وألمانيا وبريطانيا والسويد وأمريكا، كما له أيضا مساهمات في مجلة العربي والوعي الإسلامي الكويتيتان.

## روابط خارجية
- عبد المحسن صالح على موقع أرشيف الشارخ.